# Base de la Força Aèria Edwards

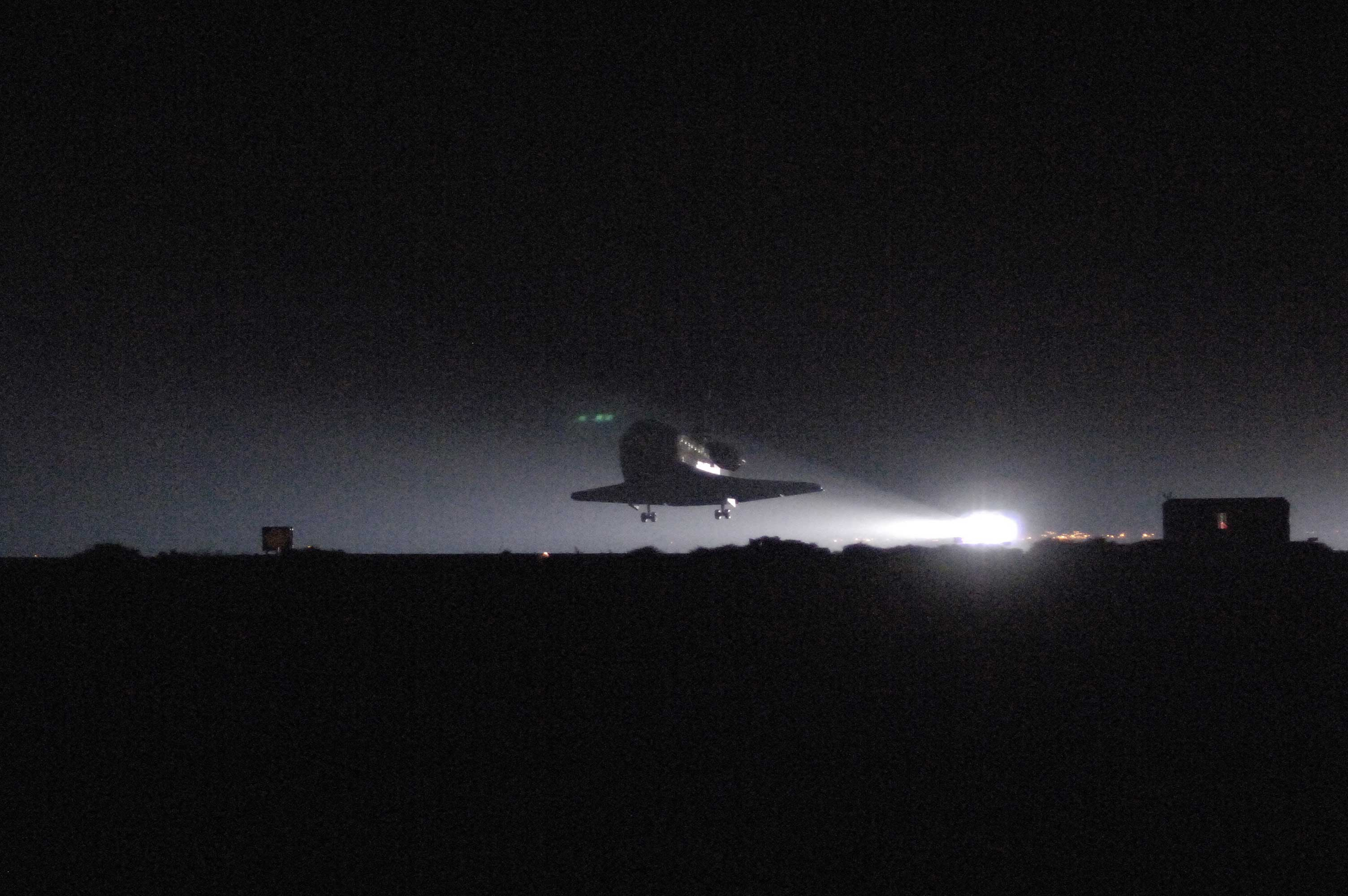
El transbordador espacial Discovery aterra a la base aèria Edwards després de la missió STS-114

La Base de la Força Aèria Edwards (en anglès: Edwards Air Force Base, codi IATA: EDW, codi OACI: KEDW, FAA LID: EDW), és una base de la Força Aèria dels Estats Units situada a la frontera dels comtats de Kern i Los Angeles (Califòrnia). Designada com a Air Force Flight Test Center (AFFTC), Edwards alberga l'escola de pilots de proves de les forces aèries i el Centre d'Investigació de Vol Dryden. La majoria d'avions militars desenvolupats als Estats Units des dels anys 50 han sigut almenys parcialment provats a Edwards sent aquesta base un lloc famós pels seus importants desenvolupaments en aviació. Fou anomenada així en memòria del pilot de proves de la Força Aèria dels Estats Units Glen Edwards, que morí a la base mentre provava el prototip Northrop YB-49.
La base Edwards ha sigut utilitzada diverses vegades com a lloc d'aterratge pels transbordadors espacials. Dels 111 vols de transbordadors que han aterrat des del 1981, 40 d'ells han arribat a Edwards, 61 al Centre espacial Kennedy a Florida i un a nou Mèxic. La NASA prefereix aterrar en el Kennedy per tal d'evitar una despesa d'un milió de dòlars per possibles danys que podria causar al transbordador en el seu trasllat de retorn a Florida al capdamunt d'un avió Boeing 747 construït per aquelles tasques.

## Informació general

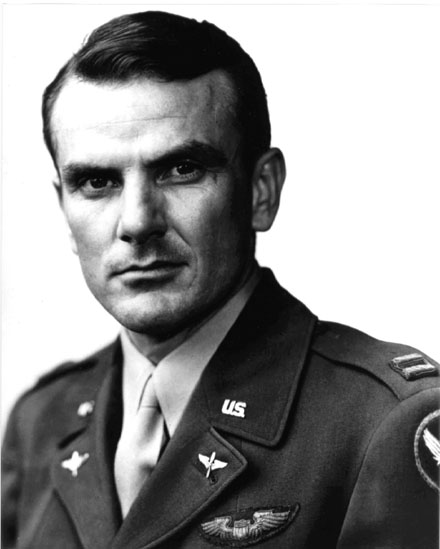
Capt. Glen Edwards

Anteriorment conegut com a Base de la Força Aèria Muroc, Edwards AFB porta el nom en honor del Capità Glen Edwards (1918–1948). Durant la Segona Guerra Mundial, va volar en 50 missions en bombarders d'atac lleugers A-20 Havoc en la Campanya del nord d'Àfrica en missions molt perilloses, de baix nivell contra els tancs alemanys, combois, concentracions de tropes, ponts, aeroports, i una varietat d'altres objectius tàctics. Edwards va esdevenir pilot de proves en 1943 i va passar gran part del seu temps en la Muroc Army Air Field, en el desert de Califòrnia, posant a prova una àmplia varietat d'avions experimentals prototip. Ell va morir en l'accident d'una ala voladora Northrop YB-49 prop de Muroc AFB el 5 de juny de 1948.
La base ha tingut un paper significatiu en el desenvolupament de pràcticament tots els avions per entrar en l'inventari de la Força Aèria des de la Segona Guerra Mundial. Gairebé totes les aeronaus militars estatunidenques des de la dècada de 1950 han estat almenys parcialment provades a Edwards, i ha estat l'escenari de molts avanços de l'aviació. 

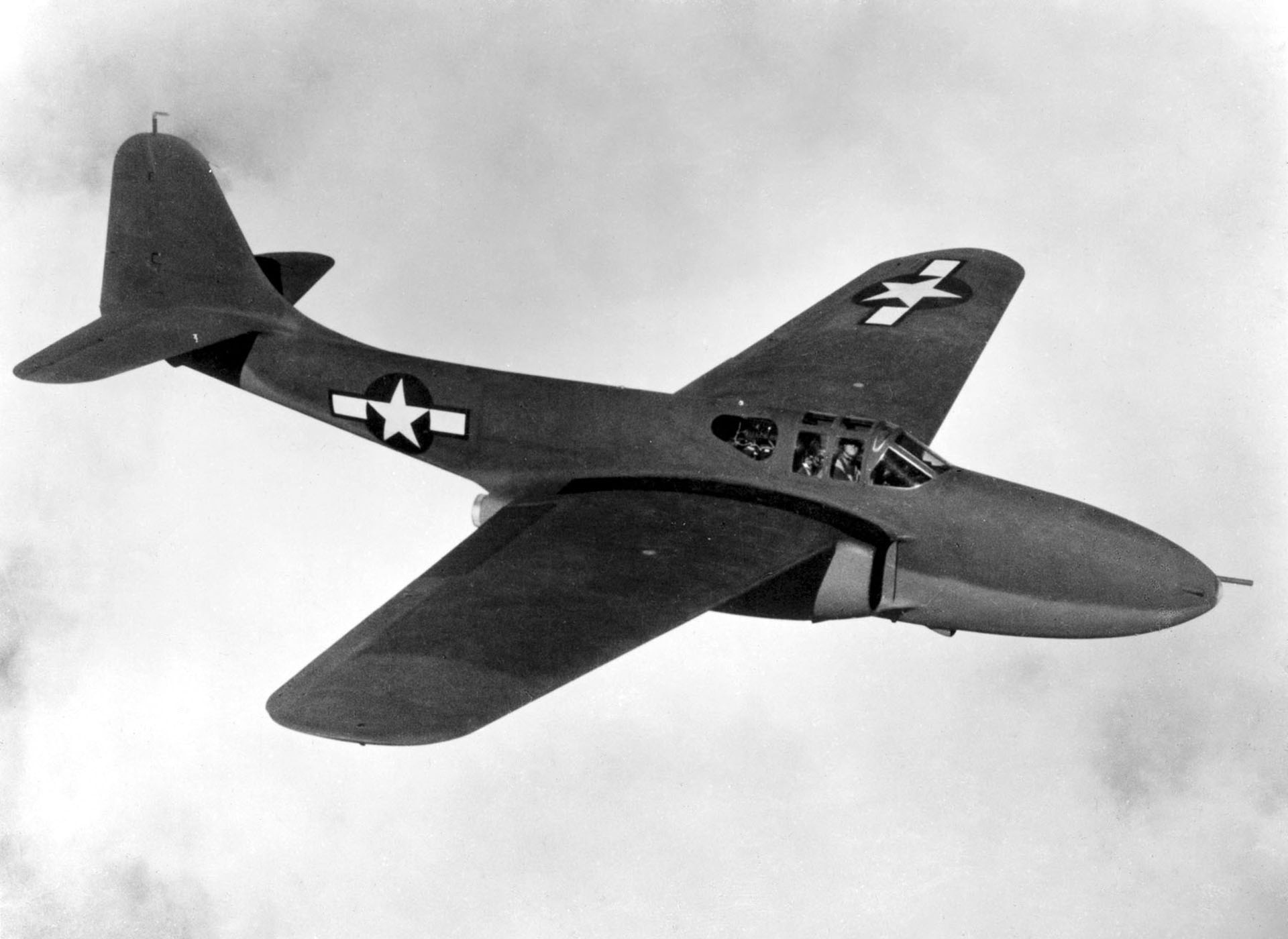
La Base Aèria d'Edwards va ser utilitzada per provar diversos avions experimentals durant la Guerra Freda. El P-59 Airacomet (imatge superior), el primer avió de reacció construït pels Estats Units, va fer el seu primer vol a la Base d'Edwards.

Alguns èxits notables a Edwards s'inclouen el vol de Chuck Yeager que va trencar la barrera del so en el Bell X-1, els vols de prova del North American X-15, els primers aterratges del Transbordador Espacial, i el vol al voltant del món en 1986 de Rutan Voyager. Les aeronaus de la base Edwards van proveir als amants de les desfilades aèries molts esdeveniments esportius a l'aire lliure en Los Angeles County, incloent la 1980 Major League Baseball All-Star Game, diversos jocs de la World Series al Dodger Stadium, i la formació missing man després de l'himne nacional a les Super Bowls al Rose Bowl prop de Pasadena, Califòrnia: XIV, XXI, i XXVII, cantat per Cheryl Ladd, Neil Diamond, i Garth Brooks, respectivament. Els cinc homes de guàrdia d'honor de la base han acompanyat les presentacions de l'Himne Nacional per un qui és qui d'artistes en aquests i altres grans esdeveniments esportius en el Comtat de Los Angeles, incloent les cerimònies d'obertura i clausura dels Jocs Olímpics d'Estiu de 1984, diverses finals de la NBA, dos Stanley Cup Finals, dos NHL All-Star Games, i tres NBA All-Star Games, més notablement d'acompanyament a Marvin Gaye al partit de 1983 a Inglewood, Califòrnia.
La base està al costat del Rogers Dry Lake, un llac sec endorreic que la seva superfície seca proveeix una extensió natural per a les pistes d'Edwards. Aquesta gran zona d'aterratge, combinat amb un excel·lent clima durant tot l'any, és la base perfecta per a proves en vol. El llac és un National Historic Landmark ("Fita Històrica Nacional" dels Estats Units).